# Saint-Hilaire-sur-Erre
Saint-Hilaire-sur-Erre là một xã trong tỉnh Orne, vùng Normandie tây bắc nước Pháp. Xã Saint-Hilaire-sur-Erre nằm ở khu vực có độ cao trung bình 130 mét trên mực nước biển.